# Giovanni Bilardi
Giovanni Emanuele Bilardi (Reggio Calabria, 26 marzo 1958) è un politico italiano.

## Biografia
Comincia il suo percorso politico nella Democrazia Cristiana, aderendo al suo scioglimento al Centro Cristiano Democratico. Nel 1993 viene eletto Consigliere comunale di Reggio Calabria, venendo riconfermato anche nel 1997.
Nel 2001 abbandona il CCD e aderisce al Partito Popolare Italiano.
Nel 2002, con lo scioglimento del PPI confluisce ne La Margherita, con cui lo stesso anno viene eletto Consigliere per la terza volta consecutiva.

### Consigliere regionale della Calabria
Alle elezioni regionali in Calabria del 2010 viene eletto consigliere regionale come indipendente nella lista civica di centro-destra "Scopelliti Presidente".
Nel 2011 aderisce a Grande Sud di Gianfranco Micciché.

### Elezione a senatore
Alle elezioni politiche del 2013 è candidato al Senato della Repubblica, in regione Calabria, come capolista di Grande Sud, venendo eletto senatore della XVII Legislatura; in particolare Bilardi è l'unico esponente di Grande Sud ad essere eletto in parlamento nelle liste del partito.
Al Senato della Repubblica il primo giorno di legislatura aderisce al Gruppo misto, per poi passare il giorno successivo al gruppo parlamentare di centro-destra Grandi Autonomie e Libertà.
Il 14 novembre 2013, con la sospensione delle attività del Popolo della Libertà, aderisce al Nuovo Centrodestra guidato da Angelino Alfano, abbandonando quindi il gruppo GAL ed entrando nel gruppo Area Popolare (NCD-UDC).
È membro della 4ª Commissione Difesa dal 7 maggio 2013 e Segretario della Commissione straordinaria per la tutela e la promozione dei diritti umani dal 21 maggio 2013.
È stato anche membro della 10ª Commissione Industria dal 7 maggio 2013 al 23 novembre 2013 e membro della Commissione d'inchiesta sul fenomeno delle mafie e sulle altre associazioni criminali, anche straniere dall'11 ottobre 2013 al 5 maggio 2015, prima di lasciarla a causa dell'inchiesta Rimborsopoli e dal 6 maggio 2015 è membro della Commissione parlamentare di inchiesta sul fenomeno degli infortuni sul lavoro e delle malattie professionali, con particolare riguardo al sistema della tutela della salute e della sicurezza nei luoghi di lavoro.
Il 18 marzo 2017, con lo scioglimento di NCD e la fondazione del suo successore Alternativa Popolare (AP) con le stesse ideologie da parte di Alfano, aderisce ad AP.
Il 25 maggio 2017 assieme ad Ulisse Di giacomo abbandona Alternativa Popolare e passa all'opposizione del governo Gentiloni, aderendo come indipendente al neonato gruppo parlamentare di centro-destra "Federazione della Libertà (IDeA-Popolo e Libertà, PLI)".
Il 18 dicembre 2017 aderisce a Forza Italia; non è tuttavia ricandidato alle elezioni politiche del 2018.

## Procedimenti giudiziari
Il 26 giugno 2015 la procura di Reggio Calabria chiede al Senato l'autorizzazione per l'arresto di Bilardi, accusato di falso e peculato nell'inchiesta Rimborsopoli quando era consigliere regionale della Calabria.
In sostanza, secondo gli inquirenti, il senatore calabrese avrebbe utilizzato 357.000 euro di soldi pubblici per scopi personali: pasti, regali, televisori, viaggi e iPad. Tutto, naturalmente, rimborsato dalla Regione.
Nell'inchiesta della Procura di Reggio Calabria, sono indagati e arrestati politici calabresi di destra e di sinistra tra consiglieri e assessori della passata Giunta di centrodestra presieduta da Giuseppe Scopelliti e l'attuale Giunta di centrosinistra presieduta da Mario Oliverio; tra i 27 indagati molti sono destinatari di provvedimenti di sequestro di beni per un ammontare complessivo di 2,5 milioni di euro mentre misure cautelati domiciliari sono state richieste oltre che per Bilardi per l'Assessore regionale alle Infrastrutture della Giunta Oliverio Nino De Gaetano (PD) e l'ex Assessore regionale ai Trasporti della Giunta Scopelliti Luigi Fedele, di area NCD, ex capogruppo PdL. Gli ex consiglieri colpiti invece da divieto di dimora sono invece Nicola Adamo (ex vicepresidente della Giunta Loiero ed ex capogruppo del PD), Alfonso Dattolo (ex assessore regionale all'Urbanistica della Giunta Scopelliti, UDC), Giovanni Nucera (PdL) e Pasquale Tripodi (UDC, ora Centro Democratico).
Indagati semplicemente però risultano anche il Presidente del Consiglio regionale della Calabria Antonio Scalzo e tutti gli attuali Assessori regionali dell'intera Giunta Oliverio (PD) tra cui il Vicepresidente della Regione Vincenzo Ciconte e dell'Assessore regionale al Lavoro Carlo Giccione, tutti in quota al PD. Dopo lo scandalo il Presidente della Regione Mario Oliverio del PD, ha azzerato tutta la Giunta per nominarne una fatta solo di tecnici e professori universitari.
Il 9 settembre 2015, la Giunta per le Immunita del Senato, presieduta dal senatore Dario Stefano (Sel), vota la relazione della vicepresidente Stefania Pezzopane (PD) che non ravvisando alcun fumus persecutionis ovvero intento politico nella richiesta di custodia, chiede di concedere gli arresti domiciliari, parlando di indagine che coinvolge un gran numero di individui politici di diversi schieramenti. Il voto, arrivato dopo mesi di rinvii per ulteriori approfondimenti, è avvenuto all'indomani della bocciatura del Tribunale del Riesame ad annullare le misure cautelari e dopo il sequestro personale di beni allo stesso Bilardi. nonostante ciò il voto ha spaccato la Giunta: 9 si, 7 no e nessun astenuto. A favore hanno votato Partito Democratico (5) e Movimento 5 Stelle (4) mentre contro hanno votato Area Popolare (3), Forza Italia (2) Grandi Autonomie e Libertà (1) e Per le Autonomie-PSI (1) alleato del PD mentre non partecipa al voto il Presidente Stefano (Misto-Sel) e la relatrice Pezzopane (Pd). Assenti erano il senatore di FI Giacomo Caliendo che non partecipa più ai voti della Giunta dopo la decadenza di Berlusconi e il segretario della Giunta, Claudio Moscardelli e il senatore Giorgio Pagliari, entrambi del PD, che hanno chiaramente annunciato la loro contrarietà alla relazione e all'arresto nonostante il si del loro partito. Polemica sul voto della senatrice Serenella Fucksia (M5S) che secondo i commissari Malan (FI), Giovanardi (AP) e Buemi (Per le Auton-PSI) sarebbe stata coartata dal suo capogruppo in Giunta, il senatore Michele Giarrusso, per votare l'arresto nonostante la sua contrarietà denunciando il fatto al Presidente del Senato Piero Grasso che ha chiesto alla Giunta una relazione sul fatto. Ora l'arresto sarà votato dal Senato per il via libera definitivo.